# Bromofluorométhane
Le bromofluorométhane est un halogénométhane gazeux, soluble dans l'alcool et très soluble dans le chloroforme.

## Synthèse
Il est possible de le synthétiser selon trois différentes méthodes :
- À partir de sels de l'acide fluoroacétique, par une réaction de type Hunsdiecker.
- À partir du dibromofluorométhane, par débromination réductive à l'aide d'un réactif de Swarts.
- À partir d'un autre dihalogénomethane par échange d'halogène, ou à partir d'un halogénométhane par bromation ou fluoration catalytique.

## Utilisations
Le bromofluorométhane est un réactif important dans la synthèse d'autres produits chimiques ou pharmaceutiques. Son usage est cependant réglementé en raison de son potentiel de déplétion ozonique de 0,73. Son isotopomère CH2Br18F est utilisé en radiochimie.